# Elm City
Elm City és una població dels Estats Units a l'estat de Carolina del Nord. Segons el cens del 2007 tenia 1.209 habitants.

## Demografia
Segons el cens del 2000, Elm City tenia 1.165 habitants, 474 habitatges i 328 famílies. La densitat de població era de 599,7 habitants per km².
Dels 474 habitatges en un 30,2% hi vivien nens de menys de 18 anys, en un 45,4% hi vivien parelles casades, en un 17,3% dones solteres, i en un 30,6% no eren unitats familiars. En el 27% dels habitatges hi vivien persones soles el 13,1% de les quals corresponia a persones de 65 anys o més que vivien soles. El nombre mitjà de persones vivint en cada habitatge era de 2,45 i el nombre mitjà de persones que vivien en cada família era de 3,01.
Per edats la població es repartia de la següent manera: un 24,2% tenia menys de 18 anys, un 8,5% entre 18 i 24, un 26,1% entre 25 i 44, un 25,6% de 45 a 60 i un 15,6% 65 anys o més.
L'edat mediana era de 41 anys. Per cada 100 dones de 18 o més anys hi havia 84 homes.
La renda mediana per habitatge era de 27.188 $ i la renda mediana per família de 39.861 $. Els homes tenien una renda mediana de 26.500 $ mentre que les dones 20.909 $. La renda per capita de la població era de 13.533 $. Entorn de l'11% de les famílies i el 14,7% de la població estaven per davall del llindar de pobresa.

## Poblacions més properes
El següent diagrama mostra les poblacions més properes.